# Tom Tully
Tom Tully (ur. 21 sierpnia 1908, zm. 27 kwietnia 1982) – amerykański aktor filmowy i telewizyjny.

## Filmografia
seriale
- 1948: The Philco Television Playhouse jako major Avery
- 1955: Alfred Hitchcock przedstawia jako Phil Canby
- 1959: Bonanza jako Sundown Davis
- 1972: Temperatures Rising

film
- 1932: Pod znakiem Krzyża jako Hoboken
- 1945: The Unseen jako Sullivan
- 1948: Czerwcowa narzeczona jako pan Whitman Brinker
- 1954: Bunt na okręcie jako kapitan Devriess
- 1964: Rogate dusze jako Amos Winthrop

## Nagrody i nominacje
Za rolę Kapitana Devriessa w filmie Bunt na okręcie został nominowany do Oscara.